# Albert von Koelliker

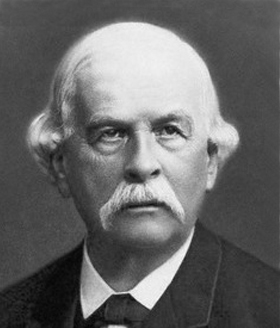
Albert von Koelliker; Porträt aus: Albert Koelliker: Erinnerungen aus meinem Leben (1899)

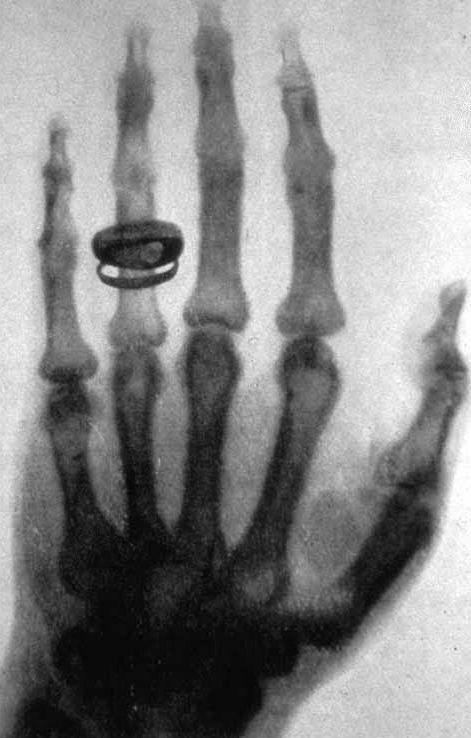
Koellikers Hand im Röntgenbild, 1896

Rudolf Albert von Koelliker, vor 1869 Rudolf Albert Kölliker (* 6. Juli 1817 in Zürich; † 2. November 1905 in Würzburg), war ein schweizerisch-deutscher Anatom und Physiologe, der die mikroskopische Anatomie zu einem eigenständigen medizinischen Lehrfach erhob und als Begründer der modernen, systematisch durchgeführten Gewebelehre (Histologie), der modernen Entwicklungsgeschichte und der Zellularphysiologie gilt. Er war unter anderem Professor der Anatomie in Zürich und Würzburg, wo er auch Dekan und Rektor war.

## Leben
Rudolf Albert Kölliker war der Sohn des Bankbeamten Johannes Kölliker (1790–1836) und dessen Frau Anna Maria Katharina, geborene Füßli (1796–1860). Er selbst heiratete 1848 Maria Schwarz (1823–1901), mit der er drei Kinder hatte, darunter den 1852 geborenen Chirurgen Theodor Hans Kölliker.
Kölliker studierte 1836 bis 1839 an der Universität Zürich, dann an der Königlichen Friedrich-Wilhelms-Universität in Bonn für ein Semester und anschließend bis 1841 in Berlin und in Heidelberg. Er war Schüler von Friedrich Arnold, Johannes Peter Müller (Vergleichende Anatomie und Physiologie), Jakob Henle (Mikroskopische Anatomie) und Christian Gottfried Ehrenberg. 1841 wurde er in Zürich in Philosophie, 1842 in Heidelberg in Medizin promoviert.
Nach Tätigkeiten als Hilfsassistent und ab 1842 als Prosektor des Anatomischen Instituts unter dem inzwischen in Zürich tätigen Jakob Henle habilitierte er sich in Zürich 1843 mit einer Arbeit über die Entwicklung wirbelloser Tiere und wurde Privatdozent und bereits 1844 außerordentlicher Professor für vergleichende Anatomie und Physiologie an der Universität Zürich.
Im Jahr 1847 erhielt er, unterstützt von Franz von Rinecker, seinen Ruf als Ordinarius und Nachfolger des Anatomen Martin Münz († 1849) an die Universität Würzburg, wo er ab 1848 zunächst einen Lehrauftrag als ordentlicher Professor für vergleichende Anatomie und Experimentalphysiologie erfüllte. 1848 war er zudem Mitglied des Vorparlaments. Im Jahr 1849 wurde er Ordinarius für Experimentalphysiologie (als Nachfolger von Bernhard Heine), vergleichende Anatomie (später auch für Embryologie und Histologie) sowie, (nach dem Tod von Münz) für den von ihm eingeforderten Lehrstuhl für Anatomie; außerdem war er Vorstand der anthropotomischen, zootomischen und physiologischen Anstalten. Die Unterrichtsveranstaltungen fanden in Räumen des Juliusspitals, der damaligen Universitätsklinik Würzburg statt. Die anatomischen Vorlesungen und Demonstrationen erfolgten im Gartenpavillon des Juliusspitals, dessen beengte Räumlichkeiten sich Kölliker mit Cajetan von Textor und Rudolf Virchow teilen musste, bis das anatomische und pathologische Institut 1853 in das benachbarte Medizinische Kollegienhaus und die Anatomie 1883 von dort an den direkt daneben liegenden heutigen Standort in der ehemaligen Stelzengasse (später umbenannt in Koellikerstraße) umzog. Seinen Lehrstuhl für vergleichende und topographische Anatomie überließ er 1858 seinem Freund und Mitarbeiter Heinrich Müller, der wie Kölliker auch Grundlagen der Anatomie und Physiologie des Ohres lehrte und 1854 mit Kölliker Lehrtafeln mit Abbildungen der Netzhaut erstellte. Den Physiologie-Lehrstuhl gab Kölliker 1865 ab. 1897 wurde Geheimrat Albert von Koelliker emeritiert, leitete aber noch bis 1902 das Institut für vergleichende Anatomie, Embryologie und Histologie.
In Würzburg war er 1849 Gründungsmitglied der Physikalisch-Medizinischen Gesellschaft. Vor dieser Gesellschaft stellte Wilhelm Conrad Röntgen am 23. Januar 1896 die kurz zuvor entdeckten Röntgenstrahlen vor. Dabei wurde die Hand von Kölliker als Anschauungsobjekt benutzt. Nach der Vorstellung schlug Kölliker die Benennung als Röntgenstrahlen vor. Bis dahin hatte Röntgen die Bezeichnung X-Strahlen benutzt.

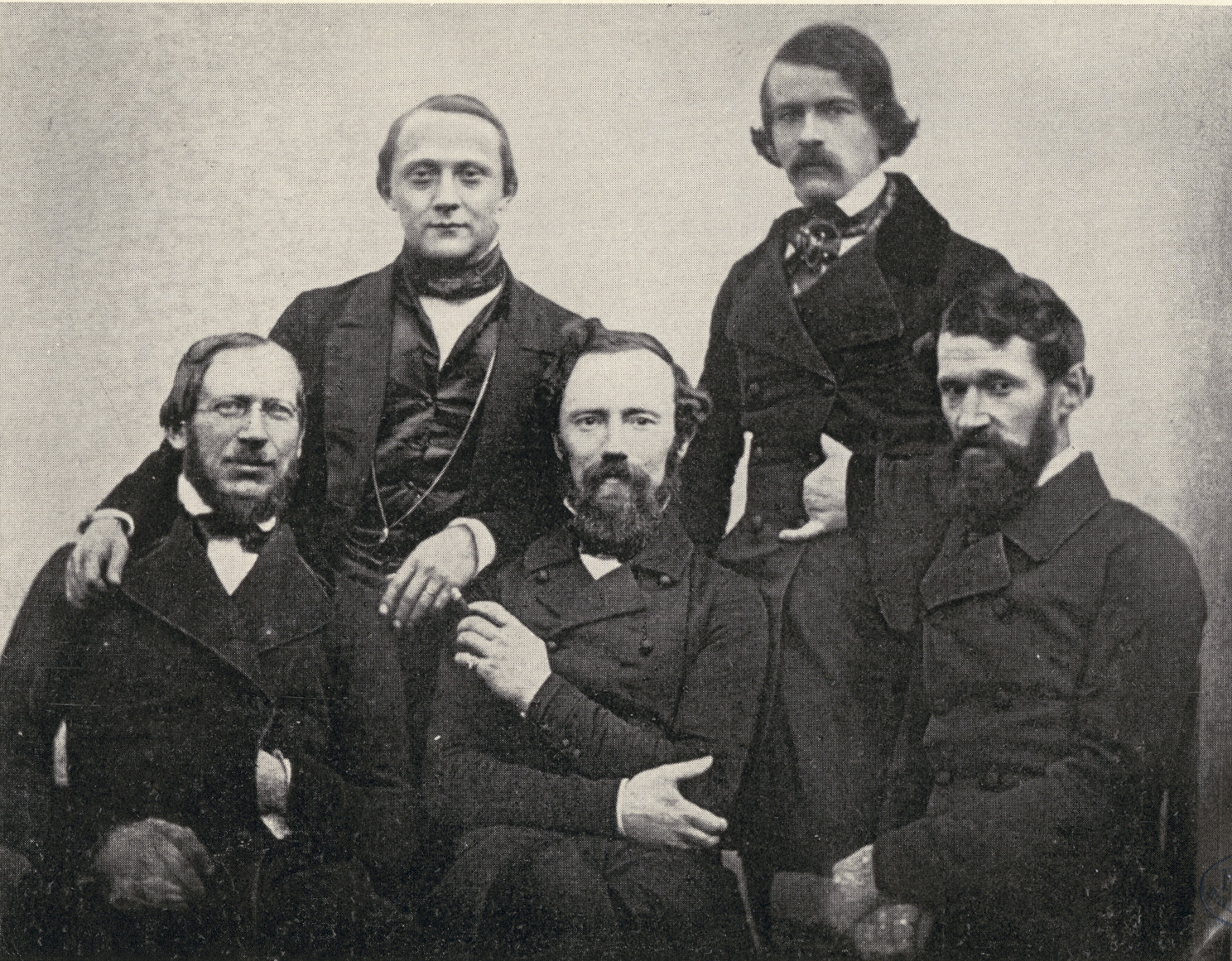
Kölliker im Kreise seiner Würzburger Kollegen, die am Juliusspital wirkten und lehrten, 1850. Stehend von links: Rudolf Virchow, Kölliker; sitzend von links: Johann Joseph von Scherer, Franz Kiwisch von Rotterau, Franz von Rinecker

In den Medien in Form von „Schmähartikeln“ ab 1849 aufkommende Kritik an der Universität betraf in der Medizinischen Fakultät vor allem den um Vermittlung bemühten Kölliker sowie dessen Kollegen Cajetan von Textor und Carl Friedrich von Marcus. Im Gegenzug brachten die Studenten ihren Lehrern einen Fackelzug („Studentenauszug“) dar. Seit 1849 war Kölliker mit Carl von Siebold Herausgeber der Zeitschrift für wissenschaftliche Zoologie. Darin veröffentlichte er 1864 seinen Vortrag über „die Darwin'sche Schöpfungstheorie“. Dem von Charles Darwin vorgeschlagenen Mechanismus, der Selektion von Variablen, schrieb Kölliker keine Wirkung zu. Stattdessen stellte er eine „Theorie der heterogenen Zeugung“ auf. Kölliker nahm an, dass die Lebewesen unter dem Einfluss eines allgemeinen Entwicklungsgesetzes aus von ihnen gezeugten Keimen andere abweichende hervorbringen. Eine Analogie dazu sah er im Generationswechsel. Einzelne Grundformen sollten sich immer mehr entfalten und verzweigen zur Vielfalt der Lebewesen, wobei Kölliker eher sprunghafte Übergänge zwischen den Arten annahm (im Unterschied zu der allmählichen Entwicklung bei Darwin).
Er befasste sich vor allem mit Mikroskopischer Anatomie, als deren eigentlicher Begründer er gilt. Er wies im Rahmen der vergleichenden Anatomie Einzeller nach. Die von ihm 1853 und 1869 beschriebenen Metazoen und Korallentierarten Stomobrachium mirabile Koelliker und die Röhrenkoralle Pseudogorgia (Godeffroyi) Koelliker wurden nach ihm benannt. Auch der Koelliker-Kern, die graue Substanz um den Zentralkanal des Rückenmarks, trägt seinen Namen.
Um die Werke von Santiago Ramón y Cajal lesen zu können, lernte Kölliker, der internationale Kontakte pflegte, 1889 Spanisch. Kölliker machte die Entdeckungen dieses spanischen Neurohistologen und Nobelpreisträgers in Deutschland bekannt und verhalf ihm so zum Durchbruch. Kölliker wurde 1869 vom bayerischen König nobilitiert und änderte 1870 die Schreibweise seine Namens in „Koelliker“.
1873 hatte Albert von Koelliker die Bedeutung der viele Jahre zuvor schon von John Howship beobachteten Osteoklasten erkannt. Er führte für den veralteten Begriff Protoplasma den heute noch benutzten Begriff Cytoplasma für den Inhalt der Zellen von Lebewesen ein. Seine Forschungen haben weltweit das Gebiet der mikroskopischen Anatomie beeinflusst.
Zu seinen Doktoranden in Würzburg gehörte etwa der spätere Pathologe, Internist und Neurologe Nicolaus Friedreich, zu seinen Studenten und Assistenten dort auch der Internist Carl Jakob Christian Adolf Gerhardt und der vergleichende Anatom Carl Gegenbaur sowie der Kliniker Anton Biermer. Der berühmte Ernst Haeckel, der zunächst Arzt werden wollten, verdankte seine Hinwendung zu den Naturwissenschaften nicht zuletzt Köllikers Förderung im Rahmen dessen anatomischen Kollegs. Weitere Schüler Köllikers bzw. Gäste seine Instituts waren der Zoologe (und Prosektor) Franz Leydig, die Neuroanatomen Alois Alzheimer und Friedrich Goll sowie der Histologe Alfonso Corti, welche im Anatomiepavillon des Juliusspitals das nach ihm benannte Gehörorgan erforschte.

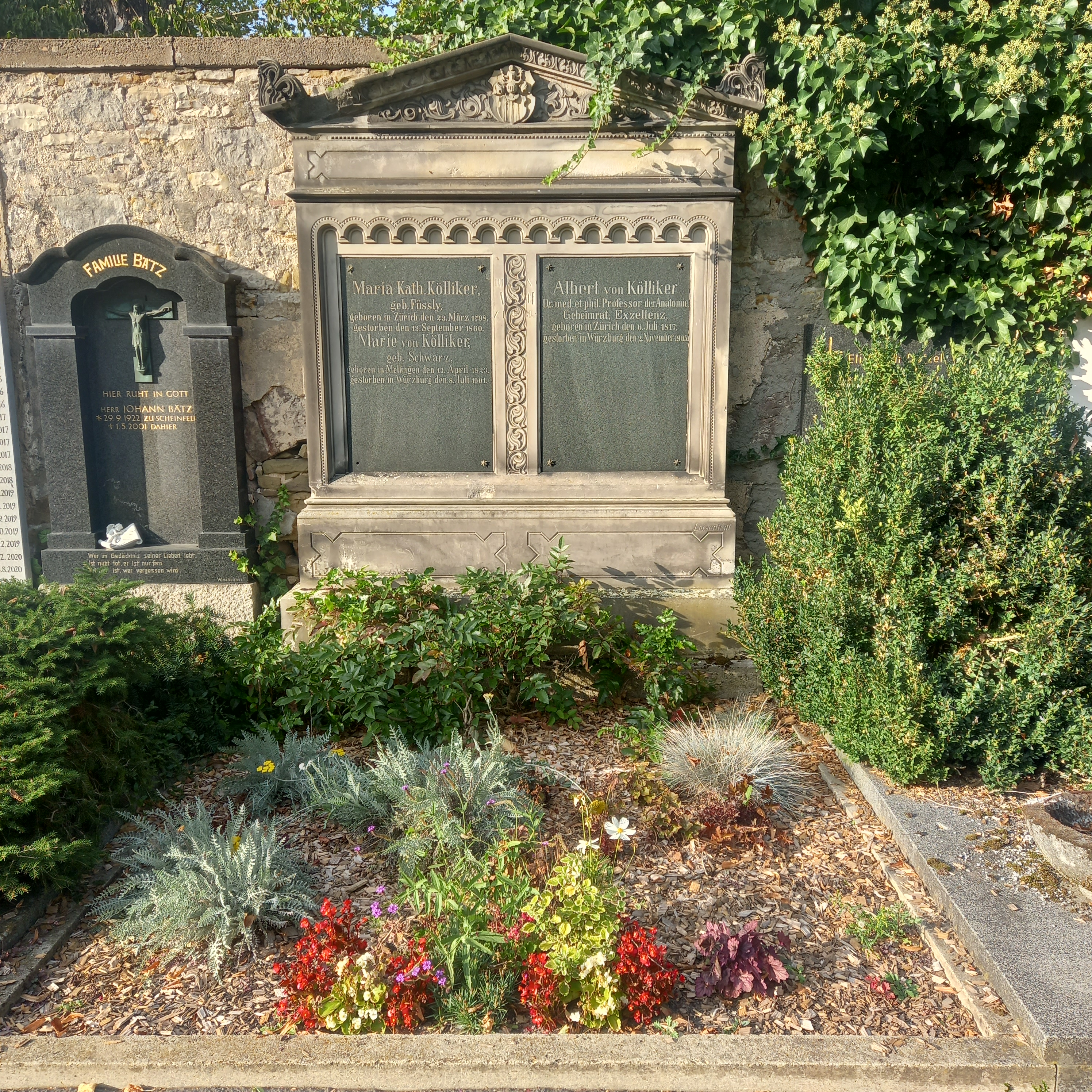
Das Grab von Albert von Koelliker und seiner Ehefrau Maria geborene Schwarz im Familiengrab auf dem Hauptfriedhof Würzburg

Albert von Koelliker starb 1905 und wurde im Würzburger Hauptfriedhof begraben. Mehrere Tausend seiner Einzelarbeiten, die „Koelliker-Sammlung“, gelangten aus ganz Europa zum Institut für Geschichte der Medizin der Universität Würzburg.

## Ehrungen und Mitgliedschaften
- Nach Koelliker benannt ist die Pflanzengattung Koellikeria Regel aus der Familie der Gesneriengewächse (Gesneriaceae).[22]
- Mitglied der Leopoldina (1858)
- Korrespondierendes Mitglied der Russischen Akademie der Wissenschaften in Sankt Petersburg (1858)
- Mitglied der American Academy of Arts and Sciences (1860)
- Ehrenmitglied (Honorary Fellow) der Royal Society of Edinburgh (1864)[23]
- Nobilitierung durch den bayerischen König (1869)[24]
- Mitglied der Preußischen Akademie der Wissenschaften (1873)
- Assoziiertes Mitglied der Académie royale des Sciences, des Lettres et des Beaux-Arts de Belgique (1877)[25]
- Mitglied der National Academy of Sciences (1883)
- Ehrenbürger der Stadt Würzburg (1892)
- Orden Pour le Mérite für Wissenschaften und Künste (1896)
- Cothenius-Medaille der Leopoldina (1897)
- Linné-Medaille der Linnean Society of London (1902)
- Benennung von Straßennamen nach ihm

## Orden (Bayern)
(nach den Angaben der Hof- und Staatshandbücher)
- 1852: Ritter des bayrischen Michaels-Ordens
- 1869: Ritter des Ordens der Bayerischen Krone (persönlichen Adel mit Prädikat „Ritter von“)
- 1879: Maximiliansorden für Wissenschaft und Kunst
- 1882: Komtur des bayrischen Michaels-Ordens
- 1887: Komtur des Ordens der Bayerischen Krone
- 1893: Bayrischer Michaels-Orden II. Klasse mit Stern

## Schriften (Auswahl)

Erstdruck 1852

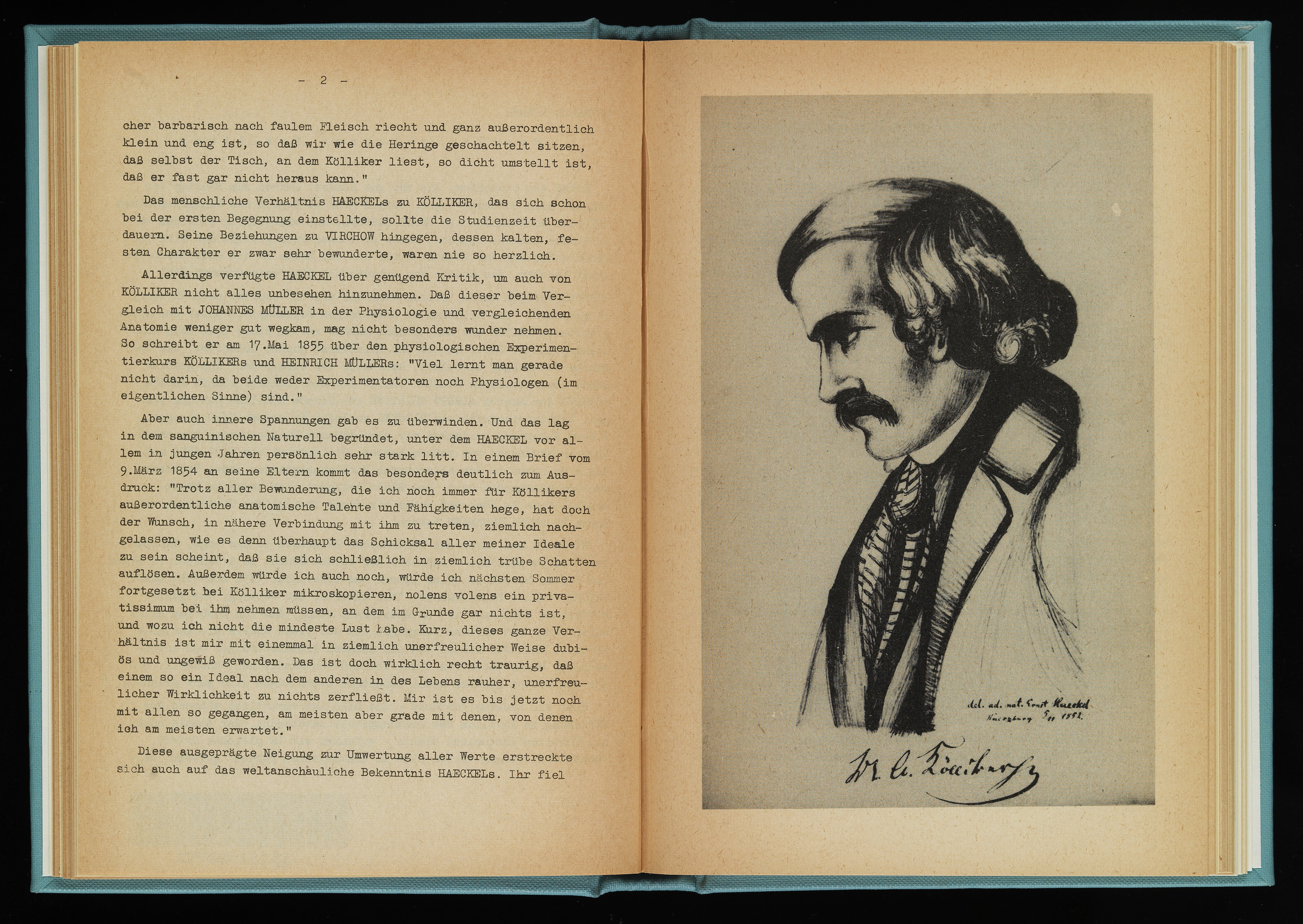
Albert von Koelliker, 1852

- Verzeichniss der Phanerogamischen Gewächse des Cantons Zürich. 1839 (doi:10.7891/e-manuscripta-32362)
- Beiträge zur Kenntniß der Geschlechtsverhältnisse und der Samenflüssigkeit wirbelloser Thiere. Logier, Berlin 1841. (Digitalisat) (Zugleich Druckfassung der Philophische Dissertation Zürich 1841).
- Observationes de prima insectiorum genesi adiecta articulatorum evolutionis cum vertebratorum. Zeller, Zürich 1842. (Digitalisat)
- Untersuchungen uber die Bedeutung der Samenfaden. 1842.
- Entwicklungsgeschichte der Tintenfische. 1844.
- Berichte von der kgl. zootomischen Anstalt zu Würzburg. Zweiter Bericht für das Schuljahr 1847/48. Leipzig 1849.
- Die Eruption des Aetna von 1852. In: Verhandlungen der Physikalisch-Medizinischen Gesellschaft zu Würzburg. Band 4, 1854, S. 37–43.
- Mikroskopische Anatomie oder Gewebelehre des Menschen. 2 Bände. 1854.
- Entwicklungsgeschichte des Menschen und der höheren Thiere. Akademische Vorträge von Albert Kölliker. Engelmann, Leipzig 1861 (Digitalisat und Volltext im Deutschen Textarchiv)
- Über die Darwin’sche Schöpfungstheorie (Vortrag 1864 in Würzburg). In: Zeitschrift für wissenschaftliche Zoologie. Band 14, 1864, S. 174–186 (auch als Sonderdruck bei Wilhelm Engelmann, Leipzig 1864, 15 Seiten)
- Zur Geschichte der medizinischen Fakultät an der Universität Würzburg. Rede zur Feier des Stiftungstages der Julius-Maximilians-Universität Würzburg. Würzburg 1871.
- Die normale Resorption des Knochengewebes und ihre Bedeutung für die Entstehung der typischen Knochenformen. F. C. W. Vogel, Leipzig 1873. (Digitalisat)
- Grundriß der Entwicklungsgeschichte des Menschen und der höheren Tiere. 1880.
- Die Bedeutung der Zellenkerne für die Vorgänge der Vererbung. In: Zeitschrift für wissenschaftliche Zoologie. Band 45, 1885, S. 1–46.
- Handbuch der Gewebelehre des Menschen. Engelmann, Leipzig 1889. (Digitalisat)
- Erinnerungen aus meinem Leben. Engelmann, Leipzig 1899.
- Zur Erinnerung an Rudolf Virchow. In: Anatomischer Anzeiger. Band 22, 1902, S. 59–62.